# Phoroncidia aurata
Phoroncidia aurata is een spinnensoort in de taxonomische indeling van de kogelspinnen (Theridiidae).
Het dier behoort tot het geslacht Phoroncidia. De wetenschappelijke naam van de soort werd voor het eerst geldig gepubliceerd in 1877 door Octavius Pickard-Cambridge.